# Metallochlora differens
Metallochlora differens là một loài bướm đêm trong họ Geometridae.